# 坂井学
坂井 学（さかい まなぶ、1965年〈昭和40年〉9月4日 - ）は、日本の政治家。自由民主党所属の衆議院議員（6期）。国家公安委員会委員長（第102 - 103代）、国土強靭化担当大臣、領土問題担当大臣、内閣府特命担当大臣（防災、海洋政策）。

## 来歴

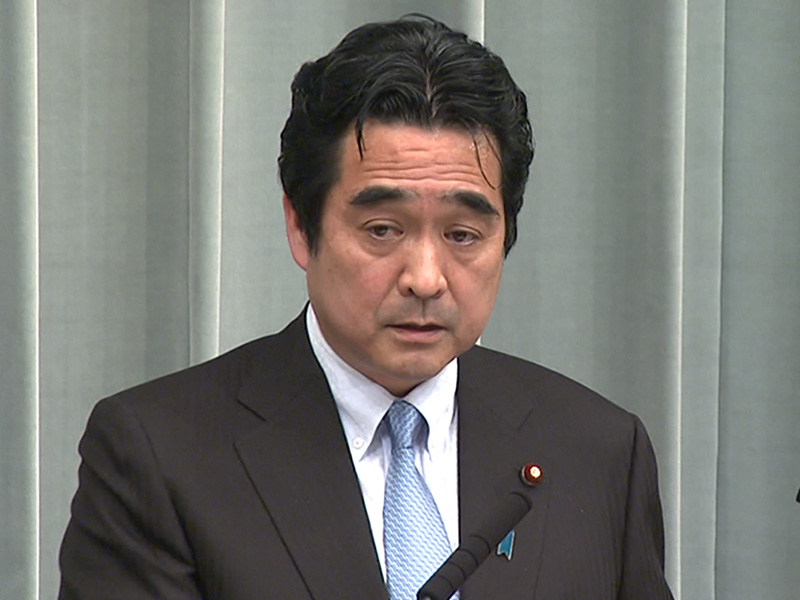
内閣官房副長官時（2021年）

東京都府中市生まれ（現住所は神奈川県横浜市戸塚区下倉田町）。東京都立国立高等学校卒業。1989年3月、東京大学法学部第3類（政治コース）卒業。同年4月、松下政経塾に入塾（同期に元横浜市長の中田宏がいる）。
卒塾後、矢上雅義衆議院議員公設第1秘書となる。1994年12月、地水社に入社。業務として家庭排水処理に取り組み2級管工事施工管理技士や浄化槽設備士、浄化槽技術管理者の資格を取得。
1997年12月、衆議院議員鳩山邦夫の秘書となる。

### 衆院選へ出馬
2003年8月、衆議院議員選挙に立候補するため、鳩山邦夫事務所を退職。11月の第43回衆議院議員総選挙に神奈川5区から自由民主党公認で出馬。民主党前職の田中慶秋に敗れ落選。
2005年の第44回衆議院議員総選挙では小泉旋風に乗って田中を破り初当選。
2009年の第45回衆議院議員総選挙で公明党の推薦も受けたが、再び田中に敗れ落選。
2012年の第46回衆議院議員総選挙で田中を破り国政に復帰。
2013年2月6日、辞任した徳田毅の後任として国土交通大臣政務官（都市局、住宅局、航空局、北海道開発局、国土政策局、観光庁、国土地理院等担当）兼復興大臣政務官に就任。
2014年9月12日、党国土交通部会長に就任。第47回衆議院議員総選挙で3選。
2015年10月9日、財務副大臣（予算、国有財産管理、財政投融資等担当）に就任。
2017年、ガーナ共和国アクフォ＝アド新大統領の就任式に、安倍晋三内閣総理大臣の特使として派遣された。8月7日、総務副大臣（情報通信、放送、郵政行政等担当）兼内閣府副大臣（マイナンバー制度担当）に就任。9月、自民党横浜市連会長に就任。
同年10月の第48回衆議院議員総選挙で4選。
2018年10月、衆議院財務金融委員長に就任。2019年9月、自民党副幹事長に、同10月、衆議院総務委員会筆頭理事に就任。
2020年9月16日、菅義偉内閣が成立。坂井は内閣官房副長官に就任した。
2021年10月31日、第49回衆議院議員総選挙で5選。
2024年10月1日、同日発足した第1次石破内閣において、国家公安委員会委員長、国土強靭化担当、領土問題担当、内閣府特命担当大臣（防災、海洋政策）として初入閣した。10月27日、第50回衆議院議員総選挙で6選。同年11月11日に発足した第2次石破内閣において国家公安委員会委員長、国土強靭化担当、領土問題担当、内閣府特命担当大臣（防災、海洋政策）に留任。

## 人物
- 主な政策分野は、環境再生と循環型農業問題、安全保障など。安全保障は私的勉強会を開催している[23]。
- 東日本大震災発災直後には岩手県の知人たちとともに復興支援ボランティア団体を設立。津波の被害の大きかった岩手県大槌町で炊き出しから漁船寄付活動などの復興ボランティア活動を続けている[24]。
- 韓国メディアが東京五輪でメダリストに贈呈されるビクトリーブーケを「福島産で放射能の懸念がある」と報道したことに対して、2021年7月28日、衆院内閣委員会で「福島県産の食材は安全性を確認を行っている。そもそも体の中に入れるものではなく、触れることで健康影響が生じるような類いのものでない。正確な情報を科学的根拠に基づいて世界に向けて発信していくことが重要」と述べた[25][26]。
- 2010年、下野していた自民党の一代議士だった菅義偉とともに訪台し、馬英九総統、李登輝元総統ら政府首脳と会談を行う。自民党幹部は「野党とはいえそこそこの数の議員はいた。その中で菅さんを選び、浪人中の坂井さんまで招待者に含めた慧眼（けいがん）は驚きだ」と述べた[27]。
- 2012年1月、「谷垣禎一総裁では選挙は戦えない」と述べた[28]。
- ジャーナリストの鈴木エイトが作成した「旧統一教会関連団体と関係があった現職国会議員168人」によれば、旧統一教会関連団体との関係について、2018年9月に幕張メッセで開催されたイベント「提言JAPAN2050ユース・フェスティバル」に来賓出席した疑い[29]。
- 2020年12月5日、会食の場において、菅義偉首相が10月26日に出演したニュースウオッチ9について「所信表明の話を聞きたいといって呼びながら、所信表明にない学術会議について話を聞くなんて。全くガバナンスが利いていない」と、想定問答以外のやり取りを問題視する発言をおこなうが、記者の質問に対し「報道を規制すべきだという趣旨ではない」と釈明[30]。
- 2021年3月10日、「週刊文春」電子版は、NTTが大臣、副大臣ら総務省に関係する政治家に対し繰り返し接待を行っていたことを明らかにした。坂井については、総務副大臣在任中だった2018年6月19日に接待を受けていたと報じた[31]。坂井は3月12日の参議院予算委員会で会食を認め、「私的な懇談の場として出席した」と釈明した[32]。
- 2021年3月25日、米インドネシア太平洋軍が北朝鮮の弾道ミサイル発射に関する声明で「日本海」のことを韓国が主張する「東海」と表記したことに対して「『日本海』が国際的に確立した唯一の呼称だ」として米政府に訂正を求めていると会見で述べた[33]。その後に米インド太平洋軍は、日本海もしくは朝鮮半島東岸沖と表記すべきだったと訂正し、「唯一認められた呼称は日本海であるとの米国の立場は変わっていない」とした[34]。
- 2021年4月1日、菅義偉首相側近の坂井が会長を務め、菅グループの中核をなす自民党議員のグループ「ガネーシャの会」は木曜定例の昼食会合を官邸で開催[35]。坂井を含む13人が参加した。新型コロナ対策で政府が大人数の会食を控えるよう国民に呼び掛けている中での会食であったこと、「官邸」という公務の場に「派閥」のような政治活動を持ち込んだことが問題視された。同日、坂井は記者団の取材に対し「何が問題とお考えか」と逆に返した。翌4月2日、立憲民主党の枝野幸男代表は会見で「責任をとって辞任するのが当然」と迫った。日本共産党の田村智子政策委員長は会見で「派閥の会合に利用すること自体が本当に不適切」と非難した[36]。
- 2023年6月7日、民間の公益活動を支援する休眠預金活用法の改正案審議に際し、議連事務局長として衆議院財務金融委員会にて「社会的起業家の支援が求められている」と説明した[37]。

## 政策・主張
- 2007年6月14日、ワシントン・ポストに掲載されたアメリカ合衆国下院121号決議の全面撤回を求める広告「THE FACTS」の賛同者に名を連ねている[38]。
- 憲法改正に賛成[39]。
- 集団的自衛権の行使を禁じた政府の憲法解釈を見直すことに賛成[39]。
- 日本の核武装について検討すべきでないとしている[39]。
- 女性宮家の創設に反対[39]。
- 選択的夫婦別姓制度の導入に反対[40]。
- 日本軍が慰安婦を強制連行したとする主張に反対している[41]。

## 所属団体・議員連盟
- 情報化教育促進議員連盟
- 伝統と創造の会
- 83会
- 再チャレンジ支援議員連盟
- 文化芸術懇話会[42]
- ガネーシャの会
- 日本・ガーナ友好議員連盟会長[14]
- 休眠預金活用推進議員連盟事務局長[43]

## 選挙歴
| 当落 | 選挙                   | 執行日         | 年齢 | 選挙区        | 政党       | 得票数     | 得票率 | 定数 | 得票順位 /候補者数 | 政党内比例順位 /政党当選者数 |
| ---- | ---------------------- | -------------- | ---- | ------------- | ---------- | ---------- | ------ | ---- | ------------------ | ---------------------------- |
| 落   | 第43回衆議院議員総選挙 | 2003年11月09日 | 38   | 神奈川県第5区 | 自由民主党 | 9万1513票  | 37.17% | 1    | 2/3                | 15/8                         |
| 当   | 第44回衆議院議員総選挙 | 2005年09月11日 | 36   | 神奈川県第5区 | 自由民主党 | 15万1617票 | 51.08% | 1    | 2/3                | /                            |
| 落   | 第45回衆議院議員総選挙 | 2009年08月30日 | 43   | 神奈川県第5区 | 自由民主党 | 11万6468票 | 37.95% | 1    | 2/4                | 9/6                          |
| 当   | 第46回衆議院議員総選挙 | 2012年12月16日 | 47   | 神奈川県第5区 | 自由民主党 | 10万7796票 | 40.76% | 1    | 1/6                | /                            |
| 当   | 第47回衆議院議員総選挙 | 2014年12月14日 | 49   | 神奈川県第5区 | 自由民主党 | 11万2963票 | 47.76% | 1    | 1/5                | /                            |
| 当   | 第48回衆議院議員総選挙 | 2017年10月22日 | 52   | 神奈川県第5区 | 自由民主党 | 12万68票   | 51.61% | 1    | 1/3                | /                            |
| 当   | 第49回衆議院議員総選挙 | 2021年10月31日 | 56   | 神奈川県第5区 | 自由民主党 | 13万6288票 | 53.47% | 1    | 1/2                | /                            |
| 当   | 第50回衆議院議員総選挙 | 2024年10月27日 | 59   | 神奈川県第5区 | 自由民主党 | 8万495票   | 40.75% | 1    | 1/4                | /                            |